# Кајоко Јамасаки
Кајоко Јамасаки (Каназава, 14. септембар 1956) јесте професорка јапанологије на Филолошком факултету Универзитета у Београду, песникиња и књижевна преводитељка.

## Биографија
Дипломирала је на Филолошком факултету Хокаидо универзитета у Сапору (Јапан). Била је на специјализацији од 1979. до 1980. године на Филозофском факултету у Сарајеву. Године 1981. боравила је на специјализацији на Institutu za glasbeno narodopisje (SAZU) у Љубљани. Магистрирала је и докторирала на Филолошком факултету у Београду.

## Чланство
- Члан Удружења књижевних преводилаца Србије
- Члан Српског књижевног друштва, потпреседница Управног одбора
- Члан Nihongo kyoiku renraku kaigi (Асоцијација наставника јапанског језика као страног, Токио)
- Члан AEJ (Асоцијација професора јапанског језика као страног у Европи)
- Сарадник Матице српске

### Поезија
- , – , , 1995.
- , – , , 1999.
- , – , , 2001.
- , , , 2004.
- , , , 2008.
- Скривено јутро, Центар за културу, Паланка 2001.
- Родина, ubusuna, Студентски културни центар, Београд, 2004.
- Сановник, река, Рад, Београд, 2005.
- Олујни брег, Рад, Београд, 2008.

### Збирка есеја
- , – , 1993.
- , – , 1995.
- , – , 2003.

### Студија
- Јапанска авангардна поезија: у поређењу са српском поезијом, Филип Вишњић Београд, 2004.

### Антологија
- Четири годишња доба: савремена јапанска хаику поезија, 1. издање – Београд: Нова, 1994.
- Уводна студија; избор и коментари (заједно са Х. Јамасаки-Вукелићем и С. Митровићем), 2. допуњено издање, Студентски културни центар, Београд.

### Текст за композицију
- , за мешовити хор (композитор: ) – , 2000.
- , (композитор: ) – , 2008.
- , за женски хор и клавир (композитор: Ko Matsushita), – Tokyo: Kawai, 2008.
- , кантата за мешовити хор, клавир и удараљке (композитор: ) – Tokyo: Kawai, 2009.

### Превод
- , превод дела Рани јади на јапански – , 1995.
- , превод дела Енциклопедија мртвих на јапански – , 1999.
- , превод дела Башта, пепео на јапански – Tokyo: Kawade shobo shinsha, 2009.